# Martha Wertheimer
Martha Wertheimer (Frankfurt, 22 oktober 1890 – wsl. Sobibór, juni 1942) was een Duitse journalist van Joodse afkomst. Zij was betrokken bij de kindertransporten waarbij Joodse kinderen vanuit Duitsland en Oostenrijk naar Engeland en andere Europese landen werden overgebracht.

## Levensloop
Wertheimer werd geboren als de dochter van Juda Julius Wertheimer en Johanna Tannenbaun. In 1911 ging zij geschiedenis, filosofie en Engelse filologie studeren aan de Academie voor Sociale en Commerciële Wetenschappen, die drie jaar later opging in de nieuw gestichte Universiteit van Frankfurt. In 1917 promoveerde zij op een proefschrift met als titel Über den Einfluß Friedrichs des Großen auf Voltaire, nach dem staatstheoretischen Inhalt ihres Briefwechsels. 
Na haar studie vond Wertheimer werk bij het liberale dagblad Offenbacher Zeitung. De meeste bijdragen ondertekende zij met het pseudoniem Martha Werth Zij voelde zich betrokken bij de strijd om het vrouwenkiesrecht, was af en toe op de radio te horen en gaf lezingen in het openbaar. In de jaren twintig reisde ze regelmatig met haar (enige) zus Lydua naar het buitenland en deed daar in de krant verslag van.
Na de machtsovername door de nazi's in 1933 werd Wertheimer ontslagen bij de Offenbacher Zeitung. Zij stapte over naar de redactie van het Israelitisches Familienblat. Ze schreef daar veel over het Joodse zelfbeeld en de opleiding voor jongvolwassenen die naar Palestina wilden emigreren. Na de uitsluiting van Joodse atleten voor de Duitse ploeg voor de Olympische Zomerspelen van 1936 in Berlijn schreef Wertheimer, zelf een fanatiek zwemmer en schermer, samen met twee andere Joodse atleten, namelijk Paul Yogi Mayer en Siddy Goldschmidt, Das jüdische Sportbuch over de prestaties van Joodse atleten.
Wertheimer verhuisde in 1936 naar Berlijn. Zij raakte betrokken bij de Kulturbund Deutscher Juden en bij het voorbereidingsprogramma voor Joodse emigranten naar Palestina (de hachsjara). Zij stimuleerde mensen in haar omgeving om Duitsland te verlaten voordat het te laat was, of tenminste hun kinderen weg te zenden. Tegen het einde van 1937 bezocht Wertheimer zelf Palestina voor een aantal weken.
Na de Kristallnacht in november 1938 raakte Wertheimer betrokken bij de kindertransporten. Daarmee werden achttienduizend Joodse kinderen overgebracht naar Engeland, Nederland en een aantal omliggende landen. Wertheimer woonde op dat moment weer bij haar zus in Frankfurt en droeg zorg voor de organisatie in het zuiden van Duitsland. Zij reisde verschillende keren mee naar Engeland, maar keerde telkens weer naar Duitsland terug. Aan de kindertransporten kwam met de uitbraak van de Tweede Wereldoorlog een einde. 
Nadat het paspoort van haar zus was ingetrokken besloot Wertheimer in Duitsland bij haar te blijven. In 1940 deden de zus nog een poging om te emigreren, maar geen enkel land was bereid hen op te vangen. Wertheimer raakte gewond door een bomexplosie in de buurt van haar appartement. Desondanks verhinderde dat haar niet om door te gaan met haar hulpverlening. Zo begon ze een soepkeuken. Wertheimer voelde zich in haar laatste jaren nauwer betrokken bij het Joodse geloof.
Tegen het einde van 1941 moesten de zussen-Wertheimer gedwongen verhuizen naar een zogeheten Judenhaus. Op 11 juni 1942 maakten zij deel uit van een transport naar Polen bestaande uit veertienhonderd Joden uit Frankfurt. Martha Wertheimer verloor waarschijnlijk het leven in Sobibór.

## Postuum
In het stadsdeel Frankfurt-Sachsenhausen is een plein naar Wertheimer vernoemd: Martha-Wertheimer-Platz. 